# Politica della Nigeria

## Nome del paese
- Forma lunga convenzionale: Federal Republic of Nigeria
- Forma breve convenzionale: Nigeria

Sigla del paese: NI

## Forma di governo
La Nigeria è una repubblica federale composta da 36 stati più il Territorio della Capitale Federale di Abuja.

## Capitale
Abuja
Nota:
Il 12 dicembre 1991 la capitale fu ufficialmente spostata da Lagos ad Abuja; molti uffici governativi rimangono ancora a Lagos in attesa del completamento delle strutture che li ospiteranno ad Abuja

## Divisione amministrativa
36 stati e 1 territorio*; Federal Capital Territory (Abuja)*, Abia, Adamawa, Akwa Ibom, Anambra, Bauchi, Bayelsa, Benue, Borno, Cross River, Delta, Ebonyi, Edo, Ekiti, Enugu, Gombe, Imo, Jigawa, Kaduna, Kano, Katsina, Kebbi, Kogi, Kwara, Lagos, Nassarawa, Niger, Ogun, Ondo, Osun, Oyo, Plateau, Rivers, Sokoto, Taraba, Yobe, Zamfara

## Indipendenza
1º ottobre 1960 (dal Regno Unito)

## Festa nazionale
Festa dell'Indipendenza il 1º ottobre (1960)

## Costituzione
Adottata una nuova costituzione nel 1999

## Sistema legale
Basato sul commonwealth inglese, sulla legge islamica e sulle leggi tribali

## Suffragio
18 anni di età; universale

## Organo Esecutivo

### Capo di Stato e di governo
Presidente Muhammadu Buhari (dal 26 febbraio 2019); il presidente è contemporaneamente capo di Stato e del governo.

### Consiglio dei ministri
Il consiglio federale dei ministri (federal ministries of nigeria) è l'organo esecutivo del governo federale della Nigeria. È presieduto dal Presidente della Repubblica Federale della Nigeria.

### Elezioni
- Elezioni generali del 1999: vincitore Olusegun Obasanjo.
- Elezioni generali del 2003: vincitore Olusegun Obasanjo.
- Elezioni generali del 2007: vincitore Umaru Yar'Adua.
- Elezioni generali del 2011: vincitore Goodluck Jonathan.
- Elezioni generali del 2015: vincitore Muhammadu Buhari.
- Elezioni generali del 2019: vincitore Muhammadu Buhari

## Organo legislativo
L'assemblea nazionale bicamerale consiste di un Senato (109 seggi, tre da ogni stato e uno dal Federal capital territory; i membri sono eletti dal voto popolare per un mandato quadriennale) e della Camera dei Rappresentanti (360 seggi, i membri sono eletti dal voto popolare per un mandato quadriennale).

## Organo giudiziario
La Corte Suprema, giudici eletti dal Provisional ruling council; Corte Federale di appello, i giudici sono eletti dal governo federale insieme all'Advisory judicial committee

## Maggiori partiti politici
- Partito Democratico Popolare (People's Democratic Party - PDP).
- Congresso di Tutti i Progressisti (All Progressives Congress -  APC).

## Partecipazione ad organizzazioni internazionali
ACP, AfDB, C, CCC, CEA, CEDEAO, FAO, G-15, G-19, G-24, G-77, AIEA, BIRS, ICAO, CPI, CCI, ICRM, IDA, IFAD, IFC, IFRCS, IHO, OIL, FMI, OMI, Inmarsat, Intelsat, Interpol, CIO, ISO, ITU, MINURSO, NAM, OAU, OPCW, OPEC, CPA, ONU, UNCTAD, UNESCO, UNHCR, UNIDO, UNIKOM, UNITAR, UNMIBH, UNMIK, UNMOP, UNMOT, UNU, UPU, CML, WFTU, OMS, OMPI, OMM, OMC, OMT

## Descrizione della bandiera
Tre bande uguali verticali di colore verde, bianco e verde.